# Corellopsis pedunculata
Corellopsis pedunculata är en sjöpungsart som beskrevs av Hartmeyer 1903. Corellopsis pedunculata ingår i släktet Corellopsis och familjen högermagade sjöpungar. Inga underarter finns listade i Catalogue of Life.